# 坦卡尼山
18°8′51″S 68°17′49″W / 18.14750°S 68.29694°W
坦卡尼山（Tankani），是玻利維亞的山峰，位於該國奧魯羅省的薩亞馬省，處於亞雷塔尼山以西，屬於安第斯山脈的一部分，海拔高度4,672米。